# Монтаньяс-де-Терезополіс (муніципальний природний парк)
Муніципальний природний парк Монтаньяш-де-Терезополіс (порт. Parque Natural Municipal Montanhas de Teresópolis) — муніципальний природний парк у штаті Ріо-де-Жанейро, Бразилія. Він охороняє екосистему Атлантичного лісу. Ця територія була в деяких місцях сильно деградована діяльністю людини до створення парку, але докладаються зусилля для відновлення колишньої екосистеми.
Муніципальний природний парк Монтаньяш-де-Терезополіс знаходиться в північно-західній частині муніципалітету Терезополіс, що межує з муніципалітетами Петрополіс і Сан-Жозе-ду-Вале-ду-Ріу-Прету. З площею 4 397 гектарів це найбільша повністю охоронювана муніципальна природоохоронна одиниця в штаті Ріо-де-Жанейро. Він знаходиться в гідрологічному басейні річок П'ябанья, Прету та Пакекер. Парк містить вражаючий гірський масив, який містить великі скелясті відслоювання. Парк використовується учнями муніципальної школи альпійського землеробства для екологічних освітніх проєктів у партнерстві між відділами охорони навколишнього середовища та освіти. Парк примикає до національного парку Серра-дус-Оргаос біля дамби Калеме.

## Історія
Муніципальний природний парк Монтаньяс-де-Терезополіс був створений муніципальним указом 3.693 від 6 червня 2009 року. Цілі полягають у збереженні природних екосистем, які мають велике екологічне значення та мальовничу красу, уможливлюючи наукові дослідження та освіту, відпочинок у контакті з природою та екологічний туризм. Парк був включений до Центральної мозаїки Атлантичного лісу Ріо-де-Жанейро, яка була створена в грудні 2006 року. Станом на 2016 рік парк не мав плану управління.

## Навколишнє середовище
Парк охороняє багато водних джерел і важливі залишки Атлантичного лісу. В результаті екологічного обстеження виявлено 121 вид птахів, 31 вид ссавців, у тому числі деякі види, що знаходяться під загрозою зникнення, 19 плазунів, 10 земноводних і 8 груп комах. Раніше місцевій екології було завдано великої шкоди, але вона повільно відновлюється. Видобуток корисних копалин був поширеним явищем, але зараз заборонений, а сліди кар'єрів покриваються рослинністю. Партнерство між парком і Федеральним університетом Ріо-де-Жанейро полягає у висадці саджанців місцевих дерев Атлантичного лісу в найбільш деградованих районах. Завдяки людям, які живуть навколо заповідника, майже ліквідовано полювання та відлов птахів.

## Штаб
У центрі Санта-Ріта знаходиться поселення, засноване швейцарським зоологом Емілем Гельді в 1891 році. У 1990 році він перетворився на проєкт сільського поселення з приблизно 100 ділянками. Він містить штаб-квартиру парку, житло, зону відпочинку та інтерпретаційну стежку. Регіон постраждав від потужного шторму у січні 2011 року. Штаб-квартира парку займає територію площею 42 га, яку муніципалітет придбав наприкінці 2012 року. Пошкодження території через шторм, було усунено до 2014 року . Штаб-квартира включає адміністративний центр, аудиторію, бібліотеку та зони для дослідницької роботи та постійних експозицій. У 2013 році було заплановано ще одну будівлю для розміщення відвідувачів. 